# Chrysometa allija
Chrysometa allija este o specie de păianjeni din genul Chrysometa, familia Tetragnathidae, descrisă de Lévi, 1986.
Este endemică în Ecuador. Conform Catalogue of Life specia Chrysometa allija nu are subspecii cunoscute.